# Diplomacia de la trampa de la deuda

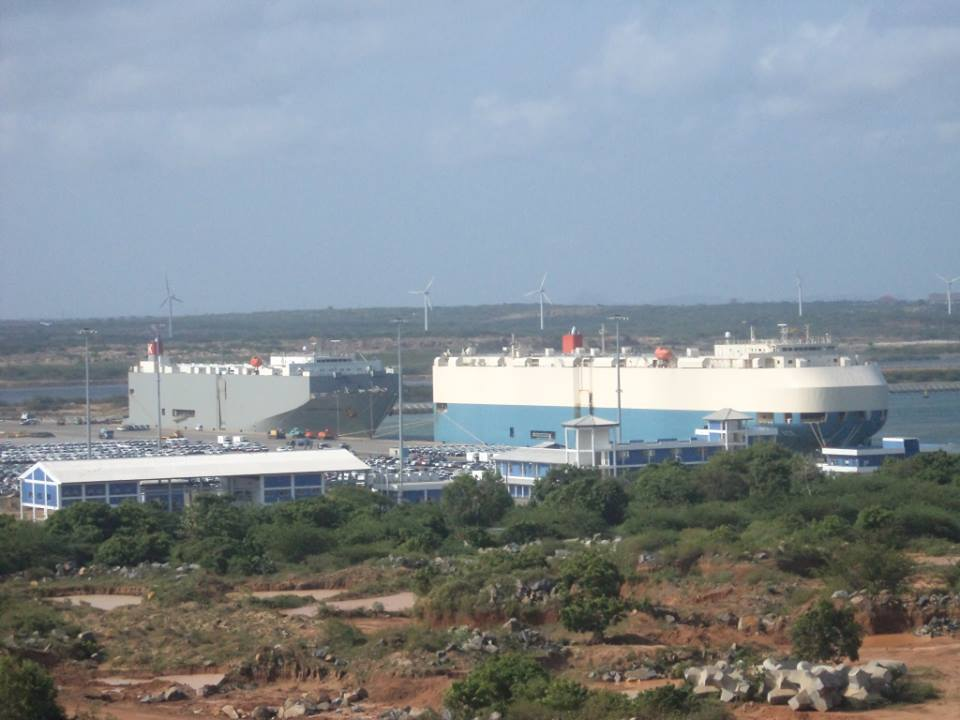
Los préstamos otorgados por la República Popular de China para construir el puerto de Hambantota en Sri Lanka se dan como un ejemplo de diplomacia de trampa de la deuda por parte de los críticos tras el incumplimiento de Sri Lanka de las obligaciones de deuda y un contrato de arrendamiento posterior de 99 años otorgado a China en lugar de pago.

La diplomacia de la trampa de la deuda es la expresión de la técnica que se utiliza para describir un tipo de diplomacia basada en la deuda llevada a cabo en las relaciones bilaterales entre países con una supuesta intención negativa. Implica que un país acreedor extienda intencionalmente crédito excesivo a otro país deudor con la supuesta intención de extraer concesiones económicas o políticas del país deudor cuando no pueda cumplir con sus obligaciones de deuda. Las condiciones de los préstamos a menudo no se hacen públicas, y el dinero prestado se usa comúnmente para pagar a los contratistas del país acreedor. Aunque el término se aplica a las prácticas crediticias de muchos países, actualmente se asocia más comúnmente con la República Popular de China. El uso reciente de acuerdos bilaterales a través de la Iniciativa de la Nueva Ruta de la Seda ha promovido esta asociación, especialmente en relación con los préstamos respaldados por productos básicos para las naciones en desarrollo.

## Descripción
El término 'diplomacia de trampa de la deuda' ha sido utilizado casi exclusivamente por los críticos contemporáneos de China, para describir las prácticas de préstamo del país con algunos países en desarrollo. El término se acuñó inicialmente para describir un conjunto de presuntas prácticas negativas de préstamos por parte de China tras un aumento de los préstamos extranjeros por parte del país en la década de 2010. El término fue utilizado por primera vez por el analista hindú Brahma Chellaney para describir peyorativamente una serie de préstamos otorgados por China a países de Asia, pero desde entonces se ha expandido para incluir otras partes del mundo. El concepto fue más definido y ampliado en el contexto de los intereses geoestratégicos chinos por Sam Parker y Gabrielle Chefitz en un artículo para la Harvard Kennedy School en 2018.
Una investigación de la Universidad Johns Hopkins indica que China generalmente ofrece cancelaciones de deudas para préstamos sin intereses mientras que los préstamos que devengan intereses son negociados por separado en una base de préstamo por préstamo con solo los cambios en el período de pago. Los cambios en las tasas de interés y la refinanciación generalmente no se ofrecen pero no se encuentran ejemplos de incautaciones de activos. Se observa que la falta de transparencia en torno a las condiciones del préstamo "alimenta la sospecha sobre las intenciones chinas" hacia las naciones deudoras.
China es una de las principales partes interesadas en las economías de muchos países en desarrollo (principalmente africanos) con una influencia significativa en muchos aspectos de los asuntos locales. Los préstamos de China a países en desarrollo son parte de un auge de la inversión en el extranjero a gran escala que forma parte de la búsqueda del país para convertirse en una superpotencia económica.
La Nueva Ruta de la Seda es un proyecto de expansión multimillonario de China, con el objetivo de expandir su poder en todo el mundo a través de países prestamistas para estimular su crecimiento económico. La iniciativa también se llama a veces "Plan Marshall chino". El proyecto fue lanzado en 2013 por el líder supremo Xi Jinping con el objetivo de mejorar la infraestructura de países de Europa, África y Asia a cambio de obtener oportunidades comerciales globales y ventajas económicas. El plan consiste en encabezar e invertir en 60 proyectos en todo el mundo. El costo inicial esperado de la Nueva Ruta de la Seda supera los 1000 millones de dólares, y los costos reales son aún más altos. Los riesgos involucrados para los países son inesperadamente altos. En noticias recientes, muchos países en el proyecto de la Nueva Ruta de la Seda han comenzado a repensar los peligros de los proyectos y el hecho de que la mayoría tiene problemas de pago. Jonathan Hillman, director del proyecto de Reconexión de Asia en el Centro de Estudios Estratégicos e Internacionales en Washington cree que hay más en estos proyectos que una mera estrategia financiera, afirmando que "También es un vehículo para que China escriba nuevas reglas, establecer instituciones que reflejen los intereses chinos y remodelar la infraestructura 'blanda' ".

## Reacción internacional
Analistas advierten que el dinero invertido por China en África puede ayudar al continente a cerrar la brecha para sus necesidades de infraestructura, pero la práctica no es ética. La creciente deuda de las naciones en desarrollo en el mundo por parte de China se ha convertido en parte de la historia del crecimiento económico. Se dice que el enfoque de largo alcance de China en la promoción de su historial crediticio es dramático. Los estudios de expertos económicos en las prácticas de China encontraron que los patrones de los préstamos bancarios de China se hacen a propósito para atrapar a los gobiernos y conseguir oportunidades estratégicas para China. Chellaney alega que esto es "claramente parte de la visión geoestratégica de China".
La política de desarrollo de China en el extranjero se ha considerado una diplomacia de trampa de la deuda porque una vez que las economías endeudadas dejan de pagar sus préstamos, se dice que están presionadas para apoyar los intereses geoestratégicos de China. Algunos analistas, por ejemplo, sostienen que China está reforzando los regímenes represivos de manera neocolonialista a través de préstamos de alta tasa, con el objetivo de obligar a estos países una vez que dejan de pagar para que se alineen con China en cuestiones estratégicas y militares clave. Se ha acusado a China de exigir negociaciones secretas que conduzcan a precios no competitivos en proyectos en los que las ofertas deben dirigirse a empresas estatales chinas o vinculadas que cobran precios significativamente más altos que los que se cobrarían en el mercado abierto, y que el proceso licitatorio sea cerrado.
Los críticos de las prácticas crediticias chinas alegan que muchos préstamos asociados con la Iniciativa de la Nueva Ruta de la Seda para construir proyectos de infraestructura con contratistas chinos en países en desarrollo ubicados estratégicamente son un tipo de diplomacia de trampa de la deuda. Los críticos en cada uno de los medios de comunicación occidentales, hindúes y africanos también han criticado las condiciones secretas de los préstamos, así como sus altas tasas de interés. Un ejemplo fue el préstamo de 2006 otorgado a Tonga, que buscaba mejorar su infraestructura. De 2013 a 2014, el país sufrió una crisis de deuda desde el Ex-Im Bank of China, a quien se deben los préstamos, no los perdonó. Los préstamos reclamaron el 44 por ciento del PIB de Tonga. Los analistas occidentales han sugerido que la supuesta diplomacia de trampa de la deuda de China puede ocultar intenciones hegemónicas y desafíos a la soberanía de los estados. La política también ha sido acusada de imponer acuerdos comerciales y financieros injustos ya que los países con problemas de liquidez no pueden resistir el dinero de Beijing.
Los préstamos de China a varias naciones africanas son a cambio de recursos a largo plazo de alto valor del país que incluyen puertos y minerales que probablemente terminen en la explotación de los recursos naturales por parte del gobierno chino al darles la ventaja de acceso para utilizar recursos del país. Lo más importante es que a China se le permitió interferir con la economía del país y obtener una ventaja estratégica en África y otros países anfitriones. Jonathan Hillman, director del proyecto de Reconexión de Asia para el Centro de Estudios Estratégicos e Internacionales, afirma: "Si puede transportar mercancías, puede transportar tropas".
La diplomacia de la trampa de la deuda se refiere a la estrategia utilizada por China para atraer o atrapar a los países en desarrollo o subdesarrollados, para pedir dinero prestado y utilizarlo en proyectos de infraestructura muy necesarios. Algunos afirman que no existe una diplomacia de trampa de la deuda sino una táctica simple para las estrategias financieras. En el pasado, muchos países han tomado y probado formas y conceptos innovadores y nuevos para aumentar las ganancias financieras de los socios comerciales. La capacidad del país para utilizar sus recursos para aumentar su riqueza no es del todo mala. Sin embargo, como lo ven muchos expertos, la dependencia de los países en desarrollo hacia China a cambio de ofertas de préstamos oportunistas es una forma segura de negarle al pueblo su soberanía y su crecimiento autosostenible a largo plazo.